# Garsa de Taiwan
La garsa de Taiwan (Urocissa caerulea) és un ocell de la família dels còrvids (Corvidae).

## Hàbitat i distribució
Habita els boscos als turons entre 300 i 1200 m de l'illa de Taiwan.